# Dezime (Musik)
Als Dezime (seltener: „Dezim“, von lateinisch decimus: „der zehnte“) bezeichnet man in der Musik ein Intervall, das sich aus Oktave und Terz zusammensetzt und damit zehn Tonstufen einer diatonischen, heptatonischen Tonleiter umspannt (z. B. c → e1). Im engeren Sinne kann mit Dezime auch die zehnte Stufe der Tonleiter gemeint sein.
Notenbeispiel: Dezimintervalle
Die große Dezime (a) umfasst sechzehn, die kleine Dezime (b) fünfzehn Halbtonschritte. Dezimen sind wie Terzen konsonant. Im Vergleich mit den anderen oktavüberschreitenden Intervallen sind Dezimen als melodisches Intervall relativ häufig zu finden, da sie vergleichsweise leicht gesungen werden können.